# Grigorij Javlinskij
Grigorij Alekseevič Javlinskij (in russo Григорий Алексеевич Явлинский?; Leopoli, 10 aprile 1952) è un economista e politico russo, autore del Programma 500 giorni, un piano per la transizione del regime sovietico verso un'economia di libero mercato, fondatore del partito social-liberale Jabloko e deputato della Duma dal 1993 al 2003. Si è candidato tre volte alla presidenza russa. Nel 1996 corse contro Boris El'cin, finendo quarto con il 7,3% dei voti. Nel 2000 Javlinskij corse contro Vladimir Putin, finendo terzo con il 5,8%.  Nelle elezioni presidenziali del 2012 le autorità russe gli impedirono di candidarsi alla presidenza, nonostante avesse raccolto i 2 milioni di firme necessarie di cittadini russi per la sua candidatura. Javlinskij si candidò con Jabloko alla presidenza della Russia anche nelle elezioni presidenziali del 2018 contro Putin ottenendo l'1,05% dei voti.
Ha conseguito un dottorato di ricerca in economia presso l'Istituto Centrale di Economia Matematica dell'accademia russa delle scienze; la sua tesi di dottorato era intitolata: "Il sistema socio-economico della Russia e il problema della sua modernizzazione".  È professore presso la Scuola Superiore di Economia dell'Università Nazionale delle Ricerche.
Javlinskij è considerato l'unico leader politico non putinista rimasto in Russia e in libertà dopo l'invasione russa dell'Ucraina del 2022, assieme a Boris Nadeždin, ma ha declinato la candidatura alle elezioni presidenziali in Russia del 2024, ritenute le ennesime elezioni farsa: «non sono elezioni, ma una semplice procedura burocratica senza alternativa, sotto il pieno controllo delle autorità... Non mi aspetto niente da queste elezioni. Vi partecipano in qualità di candidati solo tre strenui sostenitori di Putin, che appoggiano pienamente la sua politica, compresa la guerra con l’Ucraina. Non sapremo mai quanta gente andrà ai seggi. Tanto più che una parte notevole della votazione sarà elettronica».

## Biografia
Javlinskij è nato a Leopoli, Repubblica Socialista Sovietica Ucraina, da genitori ebrei.  Suo padre, Aleksej Javlinskij, era un ufficiale e sua madre, Vera Naumovna, un'insegnante di chimica. Entrambi i suoi genitori sono sepolti a Leopoli, città in cui vive suo fratello Michail. È imparentato con Natan Javlinskij, il fisico nucleare che ha inventato il tokamak.
Nel 1967 e nel 1968 è stato il campione della SSR ucraina nella boxe junior.  Ha deciso di diventare un economista durante gli anni della scuola. Dal 1967 al 1976 ha studiato presso l'Istituto Plechanov dell'Economia Nazionale di Mosca, frequentando anche un corso post laurea come economista del lavoro e lì ha frequentato un corso post laurea. Nello stesso tempo ha  anche lavorato nel settore del carbone. Dopo aver terminato i suoi studi, è stato assunto dall'Istituto di ricerca del dipartimento delle miniere di carbone dell'Unione Sovietica. Il suo compito era redigere nuove istruzioni di lavoro unificate per l'industria del carbone. Fu la prima persona in URSS a completare questo incarico. Per svolgere i suoi compiti, doveva scendere nelle miniere. Uno dei suoi turni finì quasi tragicamente per lui quando la miniera  crollò. Insieme a quattro compagni di lavoro, trascorse dieci ore immerso fino alla cintola in acqua ghiacciata, in attesa di aiuto. Tre dei suoi compagni sono poi morti in ospedale dopo il salvataggio. Javlinskij ha trascorso quattro anni in questo lavoro. L'ha considerato come un'opportunità per vedere il mondo nascosto dietro i manifesti di propaganda.

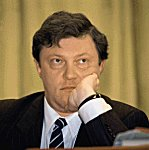
Grigorij Javlinskij nel 2005

Nel 1980, Javlinskij è stato assegnato al Comitato statale per il lavoro e gli affari sociali dell'URSS come  responsabile del settore dell'industria pesante. In questa posizione iniziò a sviluppare un progetto per  migliorare il sistema lavorativo dell'URSS. Ha individuato due modi diversi per rendere più efficiente il sistema: stabilire il controllo totale su ogni spostamento di ogni lavoratore nel paese o, in alternativa, dare maggiore indipendenza alle imprese. Il suo rapporto sul progetto non è stato apprezzato dal capo del Comitato di Stato per il lavoro, Jurij Batalin. Il KGB ha confiscato 600 bozze del rapporto di Javlinskij e lo ha interrogato più volte. Quando Brežnev morì nel 1982, il KGB lasciò finalmente libero Javlinskij. Tuttavia, ha dovuto smettere di lavorare perché gli è stata diagnosticata la tubercolosi e mandato in una struttura medica chiusa per nove mesi. Le bozze del suo rapporto sono state bruciate insieme agli altri suoi effetti personali in quanto contagiose.
Dal 1984 ha ricoperto una posizione dirigenziale presso il Ministero del Lavoro e poi presso il Consiglio dei Ministri dell'URSS. In questa veste, ha dovuto aderire al Partito Comunista dell'Unione Sovietica, di cui è stato membro nel 1985-1991. È stato capo del Dipartimento economico congiunto del governo dell'URSS. Nel 1989 è stato nominato capo dipartimento della Statement Commission for Economic Reforms gestita dall'accademico Leonid Abalkin.

### Riforme economiche post-sovietiche (1990-1992)
L'impegno di Javlinskij per un'economia di mercato è stato stabilito nel 1990 quando ha scritto "500 giorni", un programma per l'Unione Sovietica in cui proponeva la rapida transizione da un'economia pianificata centralmente a un'economia di libero mercato in meno di due anni.  Per attuare il programma, Javlinskij è stato nominato vicepresidente del Consiglio dei ministri della RSFSR e vicepresidente della Commissione statale per la riforma economica. Il presidente dell'URSS Michail Gorbačëv decise di combinare il programma di Javlinskij con un altro che era stato sviluppato simultaneamente. L'altro programma, "Le principali direttive per lo sviluppo", era stato ideato dal presidente del Consiglio dei ministri Nikolaj Ryžkov, che aveva minacciato di dimettersi se il suo progetto fosse stato respinto.  Nell'ottobre 1990, quando divenne chiaro che il suo programma non sarebbe stato attuato, Javlinskij si dimise dal governo. Ha quindi fondato il suo think tank, EPICenter, in cui ha riunito molti membri del suo team "500 Days" che lo avrebbero poi seguito in Jabloko (Sergej Ivanenko, Aleksej Melnikov, Aleksej Michailov, ecc.).
Nell'estate del 1991, mentre lavorava ad Harvard, è stato coautore di un nuovo programma di riforma insieme a Graham Allison, che ha offerto una piattaforma per i negoziati di Gorbačëv con il G7 sugli aiuti finanziari a sostegno della transizione verso un'economia di mercato. Dopo la sconfitta del colpo di stato intransigente dell'agosto 1991 contro Gorbačëv ed El'cin, fu nominato vicepresidente del Comitato per la gestione dell'economia nazionale che operava al posto del governo sovietico. Il nuovo presidente della RSFSR Boris El'cin ha chiesto a Javlinskij di tornare al governo e ha persino pensato di nominarlo primo ministro. In questo ruolo Javlinskij ha negoziato con successo un'unione economica tra le repubbliche sovietiche. L'accordo è stato firmato dai rappresentanti di dodici repubbliche ad Alma-Ata il 18 ottobre 1991. Tuttavia, quando El'cin ha firmato gli Accordi di Belaveža, che hanno portato allo scioglimento dell'Unione Sovietica e alla rottura di tutti i collegamenti politici ed economici tra il ex repubbliche sovietiche, Javlinskij se ne andò di nuovo in segno di protesta contro le azioni di El'cin. Un anno dopo, Javlinskij iniziò la sua carriera politica.
Quando le riforme della "terapia d'urto" furono lanciate da El'cin e Egor Gajdar nel gennaio 1992, Javlinskij divenne un critico esplicito di queste politiche, sottolineando le differenze tra il suo programma e il programma di riforma di Gajdar (come la sequenza delle privatizzazioni rispetto alla liberalizzazione dei prezzi e l'applicabilità del suo programma all'intera Unione Sovietica): "Certo, non hanno programma. Hanno alcuni elementi di politica... e sono molto contraddittori".
Nel 1992, Javlinskij è stato consigliere di Boris Nemcov, che all'epoca era il governatore della regione di Nižnij Novgorod. Javlinskij ha sviluppato un programma regionale di riforma economica per Nemcov.  Successivamente le loro strade si sono discostate, poiché Nemcov si è schierato con il governo di El'cin sulla maggior parte delle questioni, diventando infine vice primo ministro e uno dei fondatori e leader dell'Unione delle forze di destra, mentre Javlinskij è diventato il leader dell'opposizione liberale a El'cin.

### Sotto la presidenza di El'cin (1993-2000)
Nel 1993, con l'intensificarsi del conflitto tra El'cin e il parlamento sul programma di terapia d'urto, Javlinskij aveva voti alti nei sondaggi come potenziale candidato alla presidenza e l'immagine di un politico centrista indipendente e non corrotto. Nel settembre-ottobre 1993, si unì a un gruppo di alti politici che tentarono di mediare tra El'cin e il parlamento. Tuttavia, dopo lo scoppio delle ostilità nelle strade di Mosca il 3 ottobre, invitò El'cin a usare la forza contro i militanti nelle strade e altri sostenitori armati del parlamento. 
Quando El'cin fissò la data per le elezioni del nuovo parlamento e un referendum costituzionale per il 12 dicembre 1993, Javlinskij dovette mettere insieme in fretta e furia un blocco elettorale, poiché non aveva un proprio partito, e dovette reclutare i partiti esistenti come co- fondatori. Il suo blocco è stato co-fondato da tre di loro, il Partito Repubblicano della Federazione Russa, il Partito Socialdemocratico di Russia e il Partito Cristiano Democratico di Russia, tutti e tre orientati sulla maggior parte delle questioni verso El'cin. 

#### La nascita di Yabloko
I primi tre nomi della lista - Javlinskij, Jurij Boldyrev (ex controllore di stato e democratico disamorato) e Vladimir Lukin (all'epoca ambasciatore della Russia negli Stati Uniti) - hanno dato al blocco il suo nome iniziale, "Javlinskij-Boldyrev-Lukin", abbreviato come JABLOKO. Senza alcuna precedente esperienza elettorale, Jabloko è riuscito a ottenere il 7,9% dei voti nel dicembre 1993 e a formare la quinta fazione più numerosa alla Duma.  Dopo che Boldyrev si scontrò con Javlinskij su un progetto di legge sugli accordi di condivisione della produzione e lasciò il blocco nel 1995, il nome fu mantenuto, ma ora reinterpretato come "Blocco Javlinskij". Nel 1995, Jabloko alla Duma ha istituito una propria associazione politica che è stata reincorporata come partito politico nel 2001.
Una delle caratteristiche che distinguevano il partito dagli altri partiti liberali era la sua critica alle politiche di El'cin, dalla "terapia d'urto" economica e la gestione della crisi costituzionale russa del 1993 alla prima guerra cecena e alle relazioni della Russia con l'Occidente. Javlinskij si è affermato come leader dell'opposizione democratica. In questa veste, era un oppositore di principio della Scelta Russia di Gajdar e dei suoi successori in parlamento, come l'Unione delle Forze  di Destra. A loro volta, lo hanno accusato di essere troppo inflessibile e hanno incolpato la sua personalità per la mancata fusione con altri democratici al fine di lanciare una sfida elettorale concentrata alle forze della linea dura. Altri, tuttavia, hanno ammesso che c'erano differenze filosofiche tra la tacita inclinazione socialdemocratica di Javlinskij e l'orientamento neoliberista dei suoi oppositori democratici. 

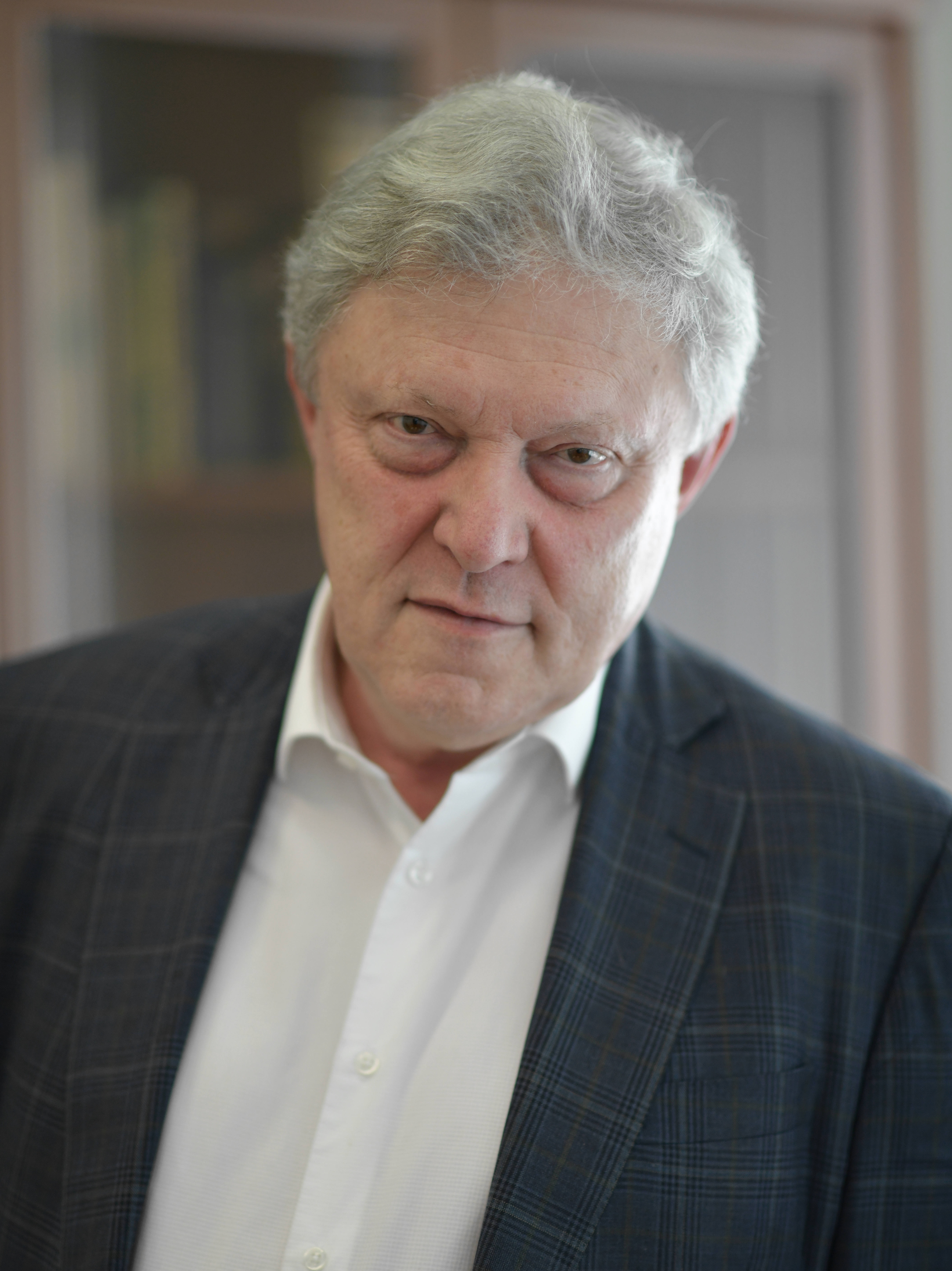
Javlinskij nel 2023

Nel settembre 1998, dopo che il crollo finanziario della Russia del 1998 fece cadere il governo di Sergej Kirienko, Javlinskij propose la candidatura di Evgenij Primakov che fu eletto Primo Ministro nonostante la resistenza di El'cin, della sua famiglia e del suo entourage. Ciò ha contribuito a risolvere lo stallo politico e molti attribuiscono a Primakov il salvataggio dell'economia dal caos e l'inizio della ripresa della produzione industriale che è continuata sotto Vladimir Putin. Tuttavia, Javlinskij rifiutò l'offerta di Primakov di unirsi al suo governo dominato dai comunisti come vice primo ministro per le politiche sociali e presto si unì ai ranghi dei suoi critici dalla parte liberale. Più tardi, nel 1999, Javlinskij ha criticato Primakov come un ritorno ai giorni di stagnazione del leader sovietico Leonid Brežnev. Interfax lo ha citato dicendo in un'occasione: "Questo stile di governo Brežnev non ci si addice assolutamente". Javlinskij ha detto che Primakov faceva troppo affidamento sui comunisti e su altri elementi di sinistra che non capiscono l'economia moderna. Tuttavia, Javlinskij ha messo in guardia El'cin dal licenziare l'intero governo, poiché riteneva che ciò avrebbe provocato una resa dei conti con la Duma di Stato del tipo che aveva portato Primakov a essere nominato Primo Ministro.

### Opposizione a Putin
Javlinskij è diventato un critico di Putin e si è opposto apertamente al governo e al conflitto russo-ucraino dal 2014 in poi.